# Mette Weyde
Mette Weyde (født 22. februar 1972) er en dansk journalist og tv-vært.
Fra starten af sin barndom oplevede hun mediebevågenhed, idet hendes stedfar, Knud Heinesen, var minister. Hun er uddannet på Handelshøjskolen i 1993. Bedst kendt er hun nok for sit 3-årige værtskab på TV 2-programmet Go'aften Danmark sammen med Hans Pilgaard, men har også været vært på ungdomsprogrammet Transit (sammen med bl.a. Casper Christensen, Peter Frödin og Martin Brygmann) og Sonar hos Danmarks Radio. Hun har desuden bl.a. været radioproducer på P3.
Efter Sonar blev hun ansat som redaktør ved bogforlaget Lindhardt og Ringhof. I efteråret 2007 udsendte hun samtalebogen Livsstykker på forlaget Schultz med samtaler mellem Bodil Udsen og Anne Marie Helger.